# Florian Alt

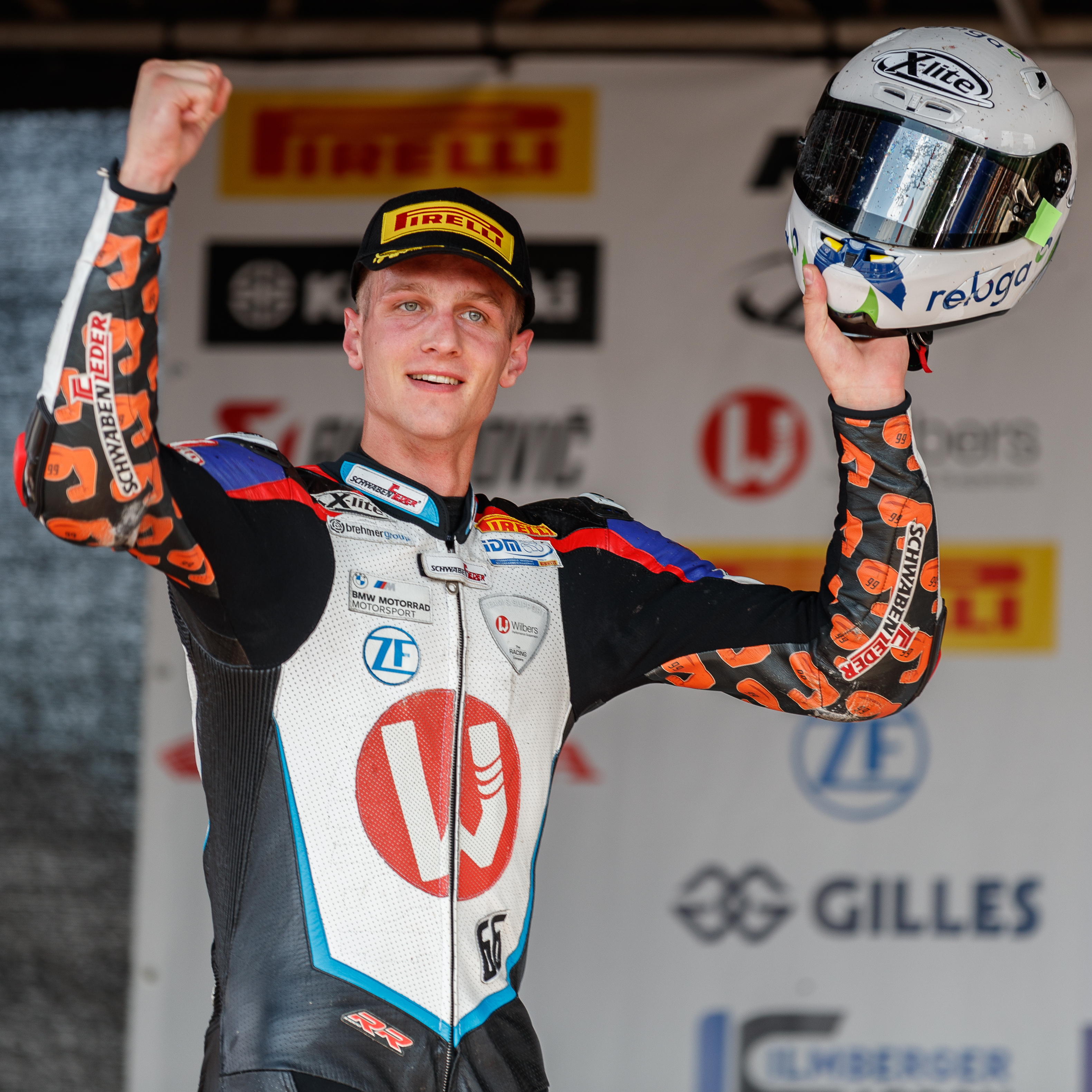
Florian Alt 2022 in Schleiz

Florian Alt (* 30. April 1996 in Gummersbach) ist ein deutscher Motorradrennfahrer.

## Karriere
Alt fuhr zunächst Pocket Bike. 2003 wurde er Vizemeister in der Nachwuchsklasse des Pocketbike-Cups, 2004 und 2005 Deutscher Meister der Einsteigerklasse Nord im ADAC Minibike Cup. 2005 erreichte Alt den Dritten Platz in der ADAC Minibike Sachsenmeisterschaft (65 cm³). 2006 folgte der vierte Platz in der ADAC-Sachsenmeistschaft. 2007 wurde er Meister im ADAC Minibike Cup der Nachwuchsklasse. Im gleichen Jahr erreichte er den dritten Rang in der ADAC Minibike Sachsenmeisterschaft (50 cm³). 2008 gewann Alt den Zweitakt-Pokal des DMSB und belegte den zweiten Platz der IG Königsklasse.
2009 trat Alt für das ADAC Nordrhein Sport-Team in der Internationalen Deutschen Motorradmeisterschaft (IDM) an und erreichte am Saisonende den 27. Platz im Endklassement. Von 2010 bis 2012 fuhr Alt im Red Bull MotoGP Rookies Cup. 2010 wurde er Elfter, 2011 Sechster und 2012 Meister.
Im Jahr 2012 wurde Florian Alt Deutscher Meister in der letztmals ausgetragenen 125-cm³-Klasse der IDM. Er gewann dabei elf der 16 Rennen, alle Rennen, an denen er teilgenommen hatte.
In der Saison 2016 startet Florian Alt für das Team MGM in der IDM auf einer Yamaha YZF-R1 in der Klasse Superbike.
2013 startete Alt erstmals in der Moto3-Klasse der Motorrad-Weltmeisterschaft für das deutsche Kiefer Racing Team. 2015 startete Alt erstmals in der Moto2-Klasse der Motorrad-WM für das Octo Ioda Racing Team.

## Statistik

### Erfolge
- 2012 – Deutscher 125-cm³-Meister auf KTM
- 2012 – Red-Bull-MotoGP-Rookies-Cup-Sieger auf KTM
- 2016/17 – FIM-Endurance-World-Cup-Gewinner mit dem Team Yamaha Viltaïs Experience
- 2022 – Bol-d’Or-Sieger zusammen mit Erwan Nigon und Steven Odendaal auf Yamaha
- 2023 – Deutscher Superbike-Meister auf Honda

### In der Motorrad-Weltmeisterschaft
| Saison | Klasse | Motorrad  | Rennen | Siege | Podien | Poles | Schn. Runden | Punkte | Ergebnis |
| ------ | ------ | --------- | ------ | ----- | ------ | ----- | ------------ | ------ | -------- |
| 2013   | Moto3  | Kalex-KTM | 12     | –     | –      | –     | –            | 0      | –        |
| 2015   | Moto2  | Suter     | 17     | –     | –      | –     | 1            | 0      | –        |
| Gesamt | Gesamt | Gesamt    | 29     | 0     | 0      | 0     | 1            | 0      |          |

### In der IDM Superbike

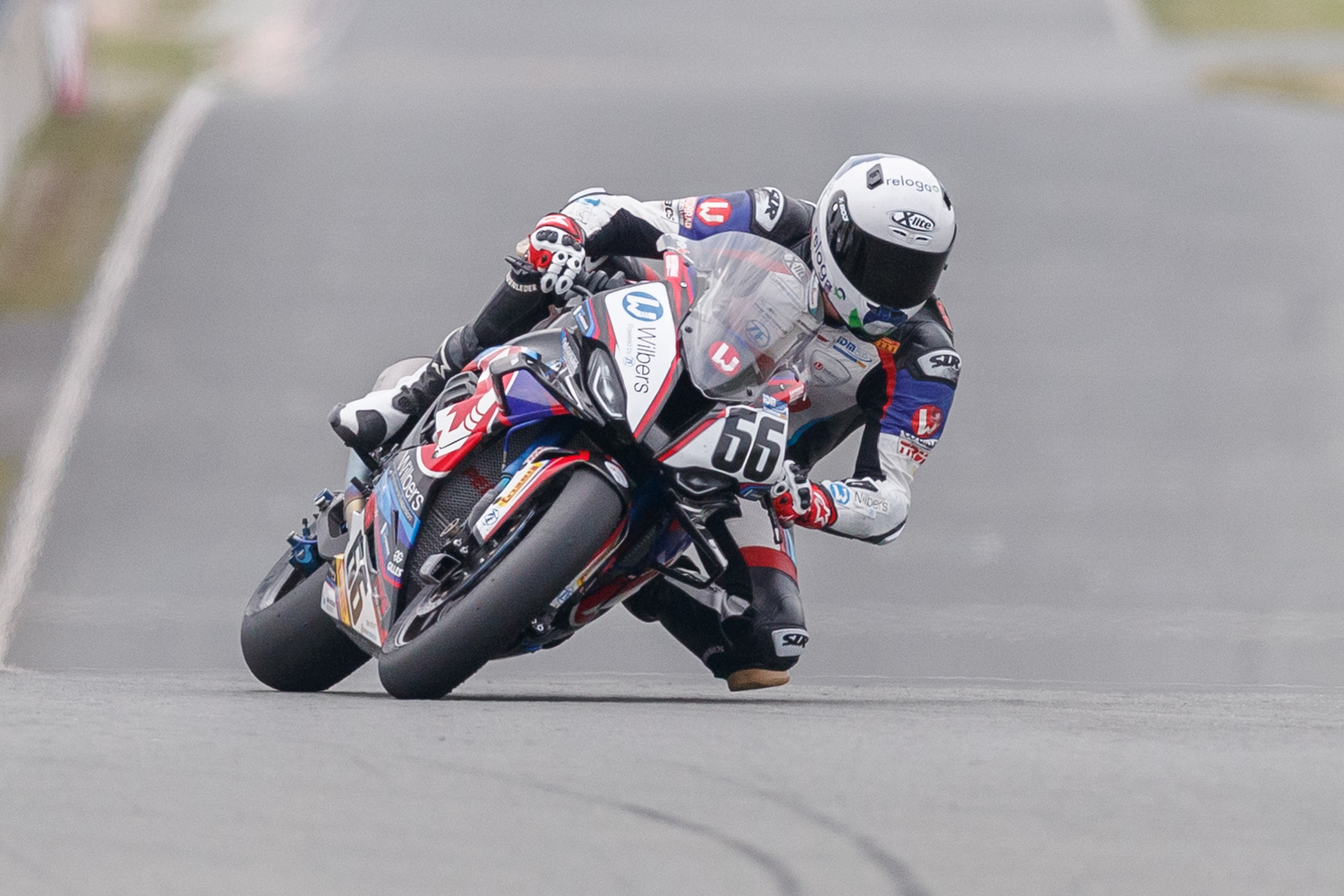
Florian Alt 2021 beim Schleizer Dreieckrennen

(Stand: 22. Juni 2025)
| Saison | Team                           | Motorrad            | Rennen | Siege | Zweiter | Dritter | Poles | Schn. Runden | Punkte | Ergebnis |
| ------ | ------------------------------ | ------------------- | ------ | ----- | ------- | ------- | ----- | ------------ | ------ | -------- |
| 2016   | Team Yamaha MGM                | Yamaha YZF-R1M      | 15     | 2     | 5       | 4       | –     | –            | 251    | 2.       |
| 2017   | Team Yamaha MGM                | Yamaha YZF-R1M      | 14     | –     | 5       | 2       | –     | –            | 194    | 2.       |
| 2018   | Viltaïs Yamaha Racing          | Yamaha YZF-R1M      | 2      | –     | –       | 1       | –     | 1            | –      | –        |
| 2020   | Wilbers Racing                 | BMW S 1000 RR       | 6      | –     | 1       | 4       | –     | –            | 94     | 4.       |
| 2021   | Wilbers Racing                 | BMW M 1000 RR       | 10     | 2     | 2       | 1       | 3     | 1            | 145    | 2.       |
| 2022   | Wilbers Racing                 | BMW M 1000 RR       | 6      | 2     | 6       | 1       | 3     | 1            | 178    | 2.       |
| 2023   | HRP Holzhauer Racing Promotion | Honda CBR 1000 RR-R | 12     | 5     | 2       | 2       | 2     | 2            | 221    | Meister  |
| 2024   | HRP Holzhauer Racing Promotion | Honda CBR 1000 RR-R | 13     | 2     | 6       | –       | –     | –            | 215    | 2.       |
| 2025   | HRP Holzhauer Racing Promotion | Honda CBR 1000 RR-R | 6      | 2     | 2       | –       | –     | 3            | 102    | 2.       |
| Gesamt | Gesamt                         | Gesamt              | 92     | 15    | 29      | 15      | 7     | 8            | 1274   |          |

### In der Superbike-Weltmeisterschaft
(Stand: Saisonende 2023)
| Saison | Team                       | Motorrad          | Rennen | Siege | Zweiter | Dritter | Poles | Schn. Rennrunden | Punkte | Ergebnis |
| ------ | -------------------------- | ----------------- | ------ | ----- | ------- | ------- | ----- | ---------------- | ------ | -------- |
| 2023   | Holzhauer Racing Promotion | Honda CBR1000RR-R | 3      | –     | –       | –       | –     | –                | 0      | –        |
| Gesamt | Gesamt                     | Gesamt            | 3      | 0     | 0       | 0       | 0     | 0                | 0      |          |